# Olonka
L'Olonka (en russe : Оло́нка, en finnois : Alavoisenjoki) est une rivière en république de Carélie (Russie) qui arrose le raïon d'Olonets. Son cours mesure 87 kilomètres.

## Géographie
La rivière part du lac Outozero à une altitude de 70 mètres et coule du nord au sud, mais près de la confluence de la Megrega, la rivière tourne et coule d'est en ouest jusqu'au lac Ladoga, où elle se jette.
Elle a servi au flottage du bois jusqu'en 1975.

## Bassin
Son affluent le plus important est la rivière Megrega, suivie de la Touksa et de l'Oulvanka.
Plusieurs lacs appartiennent à son bassin de 2 620 km2:
- Outozero (source de l'Olonka)
- Kotkozero
- Villalskoïe
- Ladva
- Kanozero
- Torossozero
- Novinskoïe
- Lindoiavri

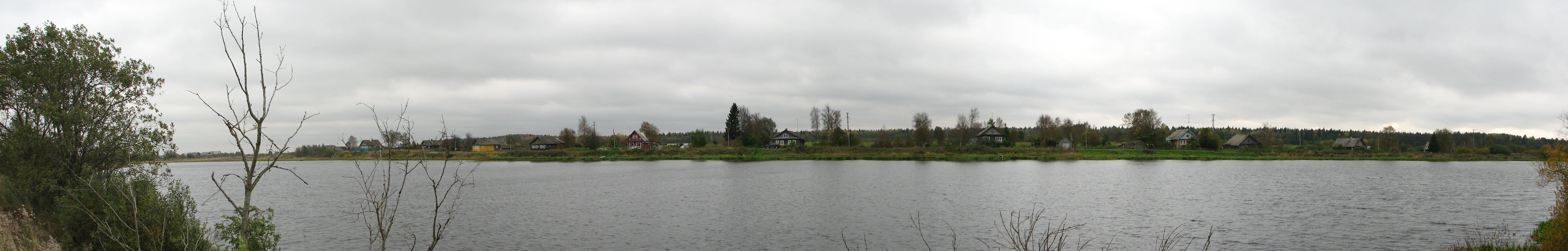
L'Olonka près du village de Guerpelia.

La ville d'Olonets se trouve à la confluence de la Megrega et de l'Olonka. Des restes humains datant du IIIe millénaire avant notre ère y ont été découverts.